# تشدید غیرخطی
در فیزیک تشدید غیرخطی (به انگلیسی: nonlinear resonance) یا رزونانس غیرخطی به وقوع تشدید در یک سامانه غیرخطی گفته می‌شود. در تشدید غیرخطی، رفتار سامانه - فرکانس‌ها و مُدهای تشدید - به دامنه نوسانات بستگی دارد، درحالی که برای سامانه‌های خطی این مستقل از دامنه است. مخلوط‌سازی مدها در سامانه‌های غیرخطی را اَندَرکُنش رزونانسی می‌گویند.

## شرح
به‌طور کلی دو نوع تشدید باید از هم متمایز شوند - خطی و غیرخطی. از نقطه نظر فیزیکی، آنها با همخوانی یا عدم تطابق نیروی خارجی با فرکانس ویژه سامانه (به ترتیب تشدید خطی و غیرخطی) تعریف می‌شوند. مُدهای ارتعاشی می‌توانند در یک اندرکنش رزونانسی تعامل داشته باشند، زمانی که انرژی و تکانهٔ مدهای اندرکنش‌ساز پایسته شود. پایستگی انرژی به این معناست که مجموع فرکانس‌های مدها باید به صفر برسد:
{\displaystyle \omega _{n}=\omega _{1}+\omega _{2}+\cdots +\omega _{n-1},}
با احتمالاً متفاوت {\textstyle \omega _{i}=\omega (\mathbf {k} _{i}),} بودن فرکانس‌های ویژه بخش خطی برخی معادله دیفرانسیل جزئی غیرخطی. را {\textstyle \mathbf {k} _{i}} بردار موج مرتبط با یک حالت است. زیرنویس‌های عدد صحیح {\displaystyle i} ایندکس شدن به هارمونیک‌های فوریه – یا مُدویژه‌های – سری فوریه را ببینید. بر این اساس، شرایط تشدید فرکانس معادل معادله دیوفانتین با چند مجهول است. مسئله یافتن جواب‌های آنها معادل دهمین مسئله هیلبرت است که از نظر الگوریتمی غیرقابل حل بودن آن ثابت شده است.
مفاهیم و نتایج اصلی تئوری تشدیدهای غیرخطی عبارتند از:
1. استفاده از روابط پاشش {\textstyle \omega =\omega (\mathbf {k} )} ظاهر شدن در کاربردهای فیزیکی مختلف امکان یافتن جواب‌های شرایط تشدید فرکانس را فراهم می‌کند.
2. مجموعه ای از تشدیدها برای یک تابع پاشش معین و شکل شرایط تشدید به خوشه‌های تشدید نامتقاطع تقسیم می‌شود. پویایی هر خوشه را می‌توان به‌طور مستقل (در مقیاس زمانی مناسب) مطالعه کرد. اینها اغلب «امواج محدود» نامیده می‌شوند، که نمی‌توانند برهم‌کنش داشته باشند، برخلاف «امواج آزاد» که می‌توانند. یک مثال معروف، سالیتون معادله کی‌دی‌وی است: سالیتون‌ها می‌توانند بدون برهمکنش در یکدیگر حرکت کنند. هنگامی که به مُدهای ویژه تجزیه می‌شود، مُدهای فرکانس بالاتر سالیتون برهم‌کنش نمی‌کنند (معادلات برهم‌کنش رزونانسی را برآورده نمی‌کنند)، آنها به حالت بنیادی «محدود» هستند.[۲]
3. هر مجموعه ای از مدهای محدود (خوشه تشدید) را می‌توان با نمودار NR آن که نمودار صفحه ای از ساختار ویژه است، نشان داد. این نمایش اجازه می‌دهد تا به‌طور منحصر به فرد بازسازی شود . اینها تعمیم ثابت‌های حرکت مانلی-رو برای ساده‌ترین خوشه‌ها (سه‌تایی و چهارتایی) هستند.
4. سامانه‌های پویا که برخی از انواع این خوشه‌ها را توصیف می‌کنند را می‌توان به صورت تحلیلی حل کرد. اینها دقیقاً مدلهای قابل‌حل هستند.
5. این نتایج نظری را می‌توان مستقیماً برای توصیف پدیده‌های فیزیکی واقعی (مثلاً نوسانات درون فصلی در جو زمین) یا رژیم‌های آشفتگی موجی مختلف در تئوری آشفتگی موج استفاده کرد. نمونه‌های بسیار بیشتری در مقاله در مورد اندرکنش رزونانسی ارائه شده است.

## جابجایی تشدید غیرخطی

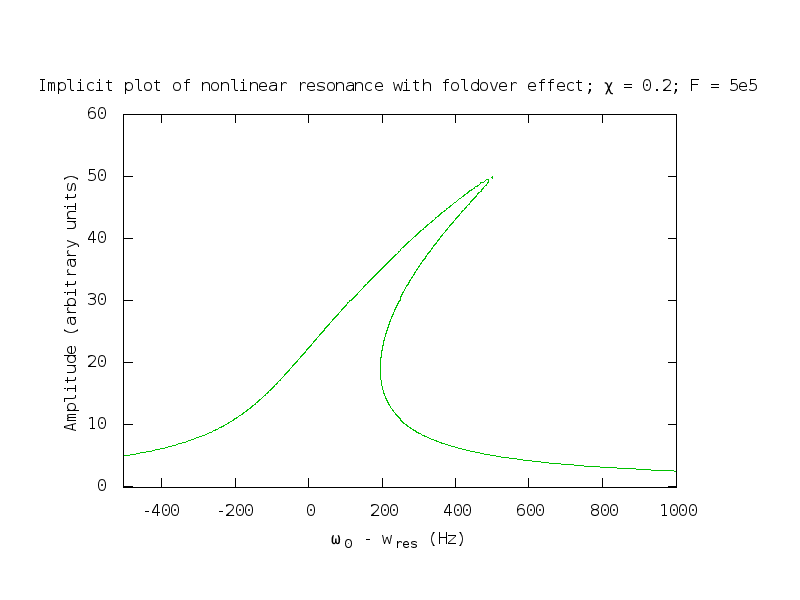
اثر سَرتاشدن

اثرات غیرخطی ممکن است به‌طور قابل توجهی شکل منحنی‌های تشدید نوسانگرهای هماهنگ را تغییر دهند. اول از همه، فرکانس رزونانس {\displaystyle \omega } از مقدار «طبیعی» آن جابجاشده است {\displaystyle \omega _{0}} طبق فرمول
{\displaystyle \omega =\omega _{0}+\kappa A^{2},}
که {\displaystyle A} دامنه نوسان و {\displaystyle \kappa } ثابتی است که توسط ضرایب ناهارمونیک تعریف می‌شود. دوم، شکل منحنی تشدید خراب (اثر سَرتاشدن) شده است. وقتی دامنه نیروی خارجی {\displaystyle F} (سینوسی) به یک مقدار بحرانی {\displaystyle F_{\mathrm {crit} }} می‌رسد ناپایداری‌ها ظاهر می‌شود مقدار بحرانی با فرمول داده می‌شود
{\displaystyle F_{\mathrm {crit} }={\frac {4m^{2}\omega _{0}^{2}\gamma ^{3}}{3{\sqrt {3}}\kappa }},}
که {\displaystyle m} جرم نوسانگر است و {\displaystyle \gamma } ضریب میرایی است. علاوه بر این، تشدیدهای جدیدی ظاهر می‌شوند که در آنها نوسانات فرکانس نزدیک به {\displaystyle \omega _{0}} توسط نیروی خارجی با فرکانس کاملاً متفاوت {\displaystyle \omega _{0}} برانگیخته می‌شوند

### توابع پاسخ فرکانسی غیرخطی
توابع پاسخ فرکانس تعمیم‌یافته و توابع پاسخ فرکانس خروجی غیرخطی به کاربر اجازه می‌دهد تا رفتارهای غیرخطی پیچیده در حوزه فرکانس را به روشی اصولی مطالعه کند. این توابع برجستگی‌های تشدید، هارمونیک، اندرمدولاسیون و اثرات انتقال انرژی را به گونه‌ای نشان می‌دهند که به کاربر اجازه می‌دهد این اصطلاحات را از مدل‌های زمان گسسته و پیوسته غیرخطی پیچیده به حوزه فرکانس و بالعکس مرتبط کند.